# Dahra
Dahra – miasto w Senegalu, w regionie Louga. Według danych szacunkowych na rok 2007 liczy 28 585 mieszkańców.